# کیتی استف
کِـیتی اِستـَف (انگلیسی: Kathy Staff؛ ‏ ۱۲ ژوئیهٔ ۱۹۲۸ – ۱۳ دسامبر ۲۰۰۸) بازیگر اهل بریتانیا بود. وی بین سال‌های ۱۹۴۶ تا ۲۰۰۸ میلادی فعالیت می‌کرد.
از فیلم‌ها یا برنامه‌های تلویزیونی که وی در آن نقش داشته‌است می‌توان به دوریت کوچک، در انتهای دوران میانسالی، خیابان کورونیشن، بنی هیل شو، شکلی از دوست داشتن، متصدی لباس، ماری رایلی و کمیل اشاره کرد.